# Anthony A. Fleger
Anthony Alfred Fleger (* 21. Oktober 1900 in Österreich-Ungarn; † 16. Juli 1963 in Alexandria, Virginia) war ein US-amerikanischer Politiker der Demokratischen Partei. Von 1937 bis 1939 war er Mitglied des Repräsentantenhauses der Vereinigten Staaten für den 22. Kongressdistrikt des Bundesstaates Ohio. 

## Biografie
Anthony Alfred Fleger wurde 1900 in Österreich-Ungarn geboren. 1903 emigrierte er mit seinen Eltern in die Vereinigten Staaten, die sich in Cleveland niederließen. Dort besuchte er die öffentlichen Schulen und studierte Jura an der Cleveland State University. 1926 beendete er sein Studium und wurde als Rechtsanwalt zugelassen. Er war daraufhin als Rechtsanwalt in Cleveland tätig. Er zog nach Parma in Ohio um, wo er von 1930 bis 1932 Schiedsrichter war. 1932 wurde Fleger ins Repräsentantenhaus von Ohio gewählt. Sein Amt trat er 1933 an und trat noch im selben Jahr wieder zurück, weil er zwischenzeitlich zum Bürgermeister von Parma gewählt wurde. Er diente zwei Jahre, von 1934 bis 1935 in dieser Funktion.
Bei den Kongresswahlen 1936 wurde Fleger als Kandidat der Demokratischen Partei zum Vertreter des 22. Distrikts von Ohio gewählt. Er vertrat den 22. Distrikt für eine Legislaturperiode im Repräsentantenhaus, Wiederwahlen scheiterten 1938 und 1940. Nach kurzer Zeit als Anwalt in Cleveland wurde er von 1941 bis 1950 Berater des United States Attorney General. Anschließend war er für 3 Jahre als Anwalt im Justizministerium tätig. Er war wieder als Anwalt tätig, diesmal in Washington, D.C. Er lebte zu dieser Zeit in Oxon Hill in Maryland. 1963 starb Fleger in Alexandria in Virginia. Er wurde auf dem Holy Cross Cemetery in Brook Park beigesetzt.